# Wolfhart I. von Brandis

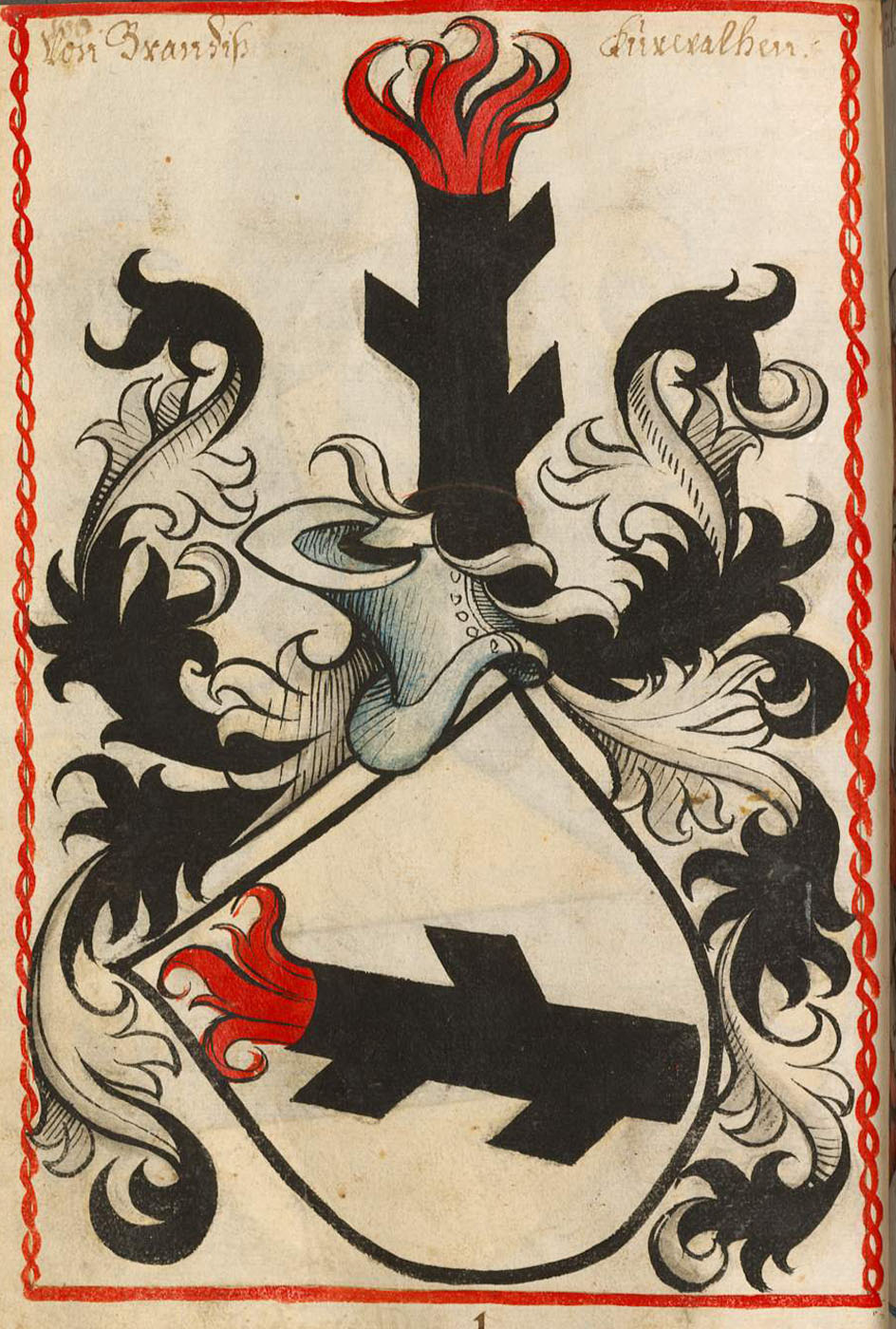
Wappen der Herren von Brandis aus dem Scheiblerschen Wappenbuch 1450–1480

Wolfhart I. von Brandis († 18. Juni 1371 im Kloster Königsfelden) war ein Mitglied der Freiherren von Brandis, einem alten Adelsgeschlecht aus dem heutigen Kanton Bern in der heutigen Schweiz. Unter seiner Herrschaft wurde das Emmental enger an die Stadt Bern gebunden. Auch dehnten die Freiherren von Brandis in seiner Zeit ihre Aktivitäten und Besitztümer in das Oberrheintal und den Bodenseeraum aus.

## Leben
Über seinen Geburtsort und sein Geburtsdatum ist nichts bekannt. Urkundlich erstmals erwähnt wird er 1341. Er war ein Sohn von Sohn des Mangold I. von Brandis und Margareta von Nellenburg. Sein älterer Bruder war Thüring II. von Brandis, seine jüngeren Eberhard von Brandis und Heinrich von Brandis, die beide höhere Positionen in der Kirche belegten. Mit seinem älteren Bruder wurde eine Art Landteilung vereinbart. Thüring II war für die Besitzungen im Berner Oberland zuständig, Wolfhart I. für die Besitzungen im Emmental. 1351 zeichnete er ein Burgrecht mit der Stadt Bern, das von seinen Nachfahren immer wieder erneuert wurde. Um 1356 heiratete er Agnes von Montfort-Feldkirch, die Witwe von Hartmann III. von Werdenberg-Sargans. Aus dieser Ehe gingen zwei Söhne hervor: Wolfhart IV. von Brandis und Ulrich Thüring von Brandis. Durch diese Ehe verlagerten sich seine Aktivitäten in das Rheintal und in den Bodenseeraum.
1367 kaufte er von seinem Bruder Thüring II dessen Rechte im Berner Oberland und wurde damit zum alleinigen Herrscher über die Gebiete der Freiherren von Brandis. Im selben Jahr verpfändete sein Bruder Eberhard, der inzwischen zum Abt des Klosters Reichenau aufgestiegen war, die gesamten Besitztümer des Klosters Reichenau an ihn und an seinen Bruder Heinrich, Abt von Einsiedeln. Dies führte zu schweren Auseinandersetzungen mit der Stadt Konstanz, in die der Papst und der Kaiser eingriffen. Bereits 1358 hatte Wolfhart I. die Verwaltung über das Stift Konstanz übernommen, was zu Differenzen mit der Stadt geführt hatte.
1363 war Wolfhart I. mit Brüdern und Neffen an die Ermordung des Konstanzer Dompropstes beteiligt. Bis zu Volljährigkeit der Kinder aus erster Ehe seiner Ehefrau Rudolf VI. von Werdenberg-Sargans, Heinrich V. von Werdenberg-Sargans und Hartmann IV. von Werdenberg-Sargans herrschte er auch kommissarisch zusammen mit seiner Frau über Sargans und die Gebiete des heutigen Liechtenstein. Da die Nachkommen von Hartmann III. von Werdenberg-Sargans keine erbfähigen Erben hatten, übernahmen die Kinder von Wolfhart I. die Gebiete der Werdenberger im Rheintal für die Freiherren von Brandis.